# استان پلزن
منطقه پلزن (به لاتین: Plzeň Region) یک منطقه در جمهوری چک است که در Jihozápad واقع شده‌است.

## خصوصیات
منطقه پلزن ۷٬۵۶۱ کیلومترمربع مساحت و ۵۷۲٬۴۵۹ نفر جمعیت دارد.